# نيكون دي 5000
نيكون دي 5000 (بالإنجليزية: Nikon D5000)‏ كاميرا احترافية من إنتاج شركة نيكون 12.3 ميجا بيكسل وقد طرحت في السوق في ربيع 2009

## مواصفات
- تستطيع التقاط صورة بجودة عالية لاحتوائها على حساس بقدرة 12.3 ميقا بكسل .
- تستطيع تصوير فلم متحرك مع الصوت بجودة 720P HD .HD 1280 x 720/24 fps ، و VGA 640 x 424/24 fps ، و QVGA 320 x 216/24 fps .
- تحتوي على شاشة من الكرستال السائل بحجم 2.7 إنش ( بوصة) وتستطيع تحريكها للأسفل وتدويرها بزاوية 180 درجة، وتستطيع أن تجعلها للداخل لحمايتها ( وهذه الميزة غير متوفرة في باقي الكمرات ).
- تحتوي على 19 وضع جاهز للتصوير مثل تصوير الغروب، أو مناظر طبيعية، أو تصوير أطفال ويوجد مثال لكل وضع على شكل صورة .
- تبلغ سرعة التقاطها 4 لقطات في الثانية ( أي تستطيع تصوير أربع صور في الثانية ).
- لها حساس منخفض الضوضاء حيث تحتوي على حساس للضوء ISO من 300 إلى 3200 .
- بها ميزة تحرير الصور image editing لتغيير ألوان الصورة وتغييرات أخرى .
- لها 11 نقطة ضبط تلقائي للعدسة Autofocus مع تتبع 3D سريع ودقيق .
- بإمكان وصل قطعة GPS لإضافة إحداثيات الصور التي تلتقطها .
- يمكن تركيب كروت من نوع SD و SDHC وتحتوي على مدخل واحد لكرت الذاكرة .
- تحتوي على ثلاث مخارج :Hi-speed USB ، و NTSC ، و HDMI .
- تحتوي على فلاش داخلي .
- سهلة الاستخدام للعائلة أي سهلة لكل مستخدم مبتدئ .[2]

1. ↑  "Nikon D5000". Digital SLR Cameras products line-up. Nikon Corporation. مؤرشف من الأصل في 2011-03-14.
2. ↑  كمرا Nikon D5000 نسخة محفوظة 02 يونيو 2017 على موقع واي باك مشين.